# Vanhoeffenura novaezelandiae
Vanhoeffenura novaezelandiae is een pissebed uit de familie Munnopsidae. De wetenschappelijke naam van de soort is voor het eerst geldig gepubliceerd in 1885 door Frank Evers Beddard.